# رابین تونی
رابین جسیکا تونی (به انگلیسی: Robin Jessica Tunney) (زادهٔ ۱۹ ژوئن ۱۹۷۲ در شیکاگو، ایلینوی) بازیگر زن اهل ایالات متحده آمریکا است.

## زندگی شخصی
او در سال ۱۹۹۷ با باب گوسه ازدواج کرد اما در سال ۲۰۰۶ از هم جدا شدند او در سال ۲۰۰۷ با اندرو دومینیک یک کارگردان سینما، ازدواج کرده است.

## زندگی حرفه‌ای
او بازی را از سال ۱۹۹۲ شروع کرد و هنوز نیز به فعالیت هنری خود ادامه می‌دهد. او در سال ۲۰۰۵ تا ۲۰۰۶ در حال بازی در سریال فرار از زندان در نقش ورونیکا داناوان بود. وی در فیلم پایان دوران در کنار آرنولد شوارزنگر نیز نقش آفرینی کرد.
وی در مجموعه تلویزیونی منتالیست در نقش تریسا لیزبن (نقش اصلی) در تمامی ۷ فصل نیز حضور داشته که به خاطر بازی خوبش در این مجموعه دو بار نامزد و یک بار هم برنده جایزه انتخاب بهترین بازیگر توسط کاربران شده است.

## فیلم‌شناسی
فهرست برخی از فیلم‌هایی که رابین تونی در آن‌ها به ایفای نقش پرداخته است:

### فیلم‌
- انسینو من-۱۹۹۲
- سوابق امپراتور-۱۹۹۵
- حیله-۱۹۹۶
- جولیان پو-۱۹۹۷
- نیاگارا، نیاگارا-۱۹۹۷
- مونتانا-۱۹۹۸
- پایان دوران-۱۹۹۹
- ابرنواختر-۲۰۰۰
- محدودیت عمودی-۲۰۰۰
- بررسی رابطه جنسی-۲۰۰۱
- گرامی داشتن-۲۰۰۲
- قوم و خویش سببی-۲۰۰۳
- پاپاراتزی-۲۰۰۴
- زودیاک-۲۰۰۵
- فرار-۲۰۰۵
- پنجره باز-۲۰۰۶
- هالیوودلند-۲۰۰۶
- جوایز داروین-۲۰۰۶
- اوت-۲۰۰۸
- دشت سوزان-۲۰۰۸
- سمت مسافر-۲۰۰۹
- دویدن دختر را ببینید-۲۰۱۲
- همه آمریکایی‌های من-۲۰۱۵
- به آینه نگاه کن-۲۰۱۸
- مهمانی هیولاها-۲۰۱۸
- دختر اسبی-۲۰۲۰

### مجموعه تلویزیونی
- منتالیست (مجموعه تلویزیونی)
- فرار از زندان (مجموعه تلویزیونی)